# Cempaka (Cisoka)
Cempaka is een bestuurslaag in het regentschap Tangerang van de provincie Banten, Indonesië. Cempaka telt 6496 inwoners (volkstelling 2010).